# Esperantské slovníky
| Esperanto |  |
| |  |
| Jazyk |  |
| |  |
| - Akademie esperanta - Gramatika - Slovníky - Esperantologie - Abeceda - Číslovky - Fundamento - lernu! - Letní škola esperanta                                                                             |  |
| |  |
| Organizace |  |
| |  |
| - UEA - TEJO - E@I - EEU - SAT - Český esperantský svaz - Česká esperantská mládež - Esperantské kluby - Katolíci                                                                                           |  |
| |  |
| Dějiny |  |
| |  |
| - Ludvík Lazar Zamenhof - Časová osa - Buloňská deklarace - Ido-schizma - Krize ata/ita - Neutrální Moresnet - Interhelpo - Pražský manifest - Bona Espero - Esperantské město                              |  |
| |  |
| Kultura |  |
| |  |
| - Esperantská setkání - Pasporta Servo - Hudba - Rozhlas - Finvenkismus - Homaranismus - Kabei - Politika - La Espero - Stelo - Symboly (vlajka) - UK - IJK - Esperantista - Rodilí mluvčí - Zamenhofův den |  |
| |  |
| Literatura |  |
| |  |
| - Autoři - Esperantské časopisy - Esperantské slovníky - PIV - Wikipedie - KAEST |  |
| |  |
| Úhly pohledu |  |
| |  |
| - Propedeutická hodnota - Srovnání s idem - Srovnání s interlinguou - Reformy - Odpor vůči esperantu |  |

V esperantské kultuře vzniklo a neustále vzniká velké množství slovníků jazyka esperanto.

## Výkladové slovníky
- PIV (Plena Ilustrita Vortaro de Esperanto) je největším výkladovým slovníkem v esperantu. Poprvé byl vydán roku 1971. Jeho poslední verze pocházející z roku 2002, jejíž druhé vydání vyšlo roku 2005 u českého nakladatelství KAVA-PECH, obsahuje 16 780 heslových slov na 1265 stránkách. O přípravu slovníku se stará Beznárodnostní světová asociace (SAT).
- Plena Vortaro de Esperanto je kompaktní verze slovníku PIV bez ilustrací.
- Esperanta Bildvortaro je esperantskou součástí série obrázkových slovníků německého jazykového nakladatelství Duden.
- Reta Vortaro je internetový open source slovník.
- Jaan Ojalo: Esperantaj sinonimoj. Vydal Světový esperantský svaz, Nadace Esperanto, 1999. Třetí vydání, 96 stran. ISBN 92-9017-047-6.

## Překladové slovníky
- Karel Kraft, Miroslav Malovec: Esperanta-ĉeĥa vortaro / Esperantsko-český slovník
- Karel Kraft: Ĉeĥa-esperanta vortaro / Česko-esperantský slovník
- Rudolf Hromada: Esperantsko-český česko-esperantský kapesní slovník

## Vícejazyčné slovníky
- Ergane, stáhnutelný mnohojazyčný slovník napojený na projekt Travlang
- Hejma vortaro podává přehled slov upotřebitelných především v domácnosti.
- La Vortaro
- Majstro
- Poliglota vortaro